# Coupe du monde féminine de football des moins de 17 ans 2018
Navigation
Édition précédente Édition suivante
La Coupe du monde féminine de football des moins de 17 ans 2018 est la sixième édition de la Coupe du monde féminine de football des moins de 17 ans et se déroule en Uruguay du 13 novembre au 1er décembre 2018. C'est la première fois que la compétition est organisée en Amérique du Sud.

## Qualification
Chaque confédération continentale organise une compétition qualificative pour la Coupe du monde. L'Uruguay est qualifié d'office en tant que pays organisateur.
| Europe (UEFA) 3 places Championnat d'Europe des moins de 17 ans 2018 | Amérique du Sud (CONMEBOL) 3 places, dont une au pays hôte Sudamericano Femenino des moins de 17 ans 2018                               | Afrique (CAF) 3 places Coupe d'Afrique des nations des moins de 17 ans 2018 |
| -------------------------------------------------------------------- | --- | --------------------------------------------------------------------------- |
| - Allemagne - Espagne - Finlande                                     | - Uruguay - Brésil - Colombie | - Afrique du Sud - Cameroun - Ghana                                         |
| Océanie (OFC) 1 place Championnat d'Océanie des moins de 17 ans 2017 | Amérique du Nord, Centrale et Caraïbes (CONCACAF) 3 places Championnat d'Amérique du Nord, centrale et Caraïbe des moins de 17 ans 2018 | Asie (AFC) 3 places Championnat d'Asie des moins de 16 ans 2017             |
| - Nouvelle-Zélande                                                   | - Canada - Mexique - États-Unis | - Corée du Sud - Corée du Nord - Japon                                      |

## Premier tour

### Groupe A
| Rang | Équipe           | Pts | J | G | N | P | Bp | Bc | Diff |
| ---- | ---------------- | --- | - | - | - | - | -- | -- | ---- |
| 1    | Ghana            | 9   | 3 | 3 | 0 | 0 | 10 | 1  | +9   |
| 2    | Nouvelle-Zélande | 6   | 3 | 2 | 0 | 1 | 3  | 3  | 0    |
| 3    | Finlande         | 1   | 3 | 0 | 1 | 2 | 2  | 5  | -3   |
| 4    | Uruguay          | 1   | 3 | 0 | 1 | 2 | 2  | 8  | -6   |

1re journée
| Match 1 (match d'ouverture) | Uruguay | 0-5 | Ghana | Estadio Charrúa de Montevideo |
| 13 novembre 2018            |         |     |       |                               |

| Match 2          | Nouvelle-Zélande | 1-0 | Finlande | Estadio Charrúa de Montevideo |
| 13 novembre 2018 |                  |     |          |                               |

2e journée
| Match 9          | Uruguay | 1-2 | Nouvelle-Zélande | Estadio Charrúa de Montevideo |
| 16 novembre 2018 |         |     |                  |                               |

| Match 10         | Finlande | 1-3 | Ghana | Estadio Charrúa de Montevideo |
| 16 novembre 2018 |          |     |       |                               |

3e journée
| Match 17         | Finlande | 1-1 | Uruguay | Estadio Domingo Burugueño Maldonado |
| 20 novembre 2018 |          |     |         |                                     |

| Match 18         | Ghana | 2-0 | Nouvelle-Zélande | Estadio Charrúa de Montevideo |
| 20 novembre 2018 |       |     |                  |                               |

### Groupe B
| Rang | Équipe         | Pts | J | G | N | P | Bp | Bc | Diff |
| ---- | -------------- | --- | - | - | - | - | -- | -- | ---- |
| 1    | Japon          | 5   | 3 | 1 | 2 | 0 | 7  | 1  | +6   |
| 2    | Mexique        | 5   | 3 | 1 | 2 | 0 | 2  | 1  | +1   |
| 3    | Brésil         | 4   | 3 | 1 | 1 | 1 | 4  | 2  | +2   |
| 4    | Afrique du Sud | 1   | 3 | 0 | 1 | 2 | 1  | 10 | -9   |

1re journée
| Match 3          | Mexique | 0-0 | Afrique du sud | Estadio Domingo Burgueño Maldonado |
| 13 novembre 2018 |         |     |                |                                    |

| Match 4          | Brésil | 0-0 | Japon | Estadio Domingo Burugueño Maldonado |
| 13 novembre 2018 |        |     |       |                                     |

2e journée
| Match 11         | Mexique | 1-0 | Brésil | Estadio Domingo Burugueño Maldonado |
| 16 novembre 2018 |         |     |        |                                     |

| Match 12         | Japon | 6-0 | Afrique du Sud | Estadio Domingo Burugueño Maldonado |
| 16 novembre 2018 |       |     |                |                                     |

3e journée
| Match 19         | Japon | 1-1 | Mexique | Estadio Domingo Burugueño Maldonado |
| 20 novembre 2018 |       |     |         |                                     |

| Match 20         | Afrique du Sud | 1-4 | Brésil | Estadio Charrúa de Montevideo |
| 20 novembre 2018 |                |     |        |                               |

### Groupe C
| Rang | Équipe        | Pts | J | G | N | P | Bp | Bc | Diff |
| ---- | ------------- | --- | - | - | - | - | -- | -- | ---- |
| 1    | Allemagne     | 6   | 3 | 2 | 0 | 1 | 8  | 2  | +6   |
| 2    | Corée du Nord | 6   | 3 | 2 | 0 | 1 | 6  | 5  | +1   |
| 3    | Cameroun      | 3   | 3 | 1 | 0 | 2 | 2  | 5  | -3   |
| 4    | États-Unis    | 3   | 3 | 1 | 0 | 2 | 3  | 7  | -4   |

1re journée
| Match 5          | États-Unis | 3-0 | Cameroun | Estadio Profesor Alberto Suppici, Colonia del Sacramento |
| 14 novembre 2018 |            |     |          |                                                          |

| Match 6          | Corée du Nord | 1-4 | Allemagne | Estadio Profesor Alberto Suppici, Colonia del Sacramento |
| 14 novembre 2018 |               |     |           |                                                          |

2e journée
| Match 13         | États-Unis | 0-3 | Corée du Nord | Estadio Profesor Alberto Suppici, Colonia del Sacramento |
| 17 novembre 2018 |            |     |               |                                                          |

| Match 14         | Allemagne | 0-1 | Cameroun | Estadio Profesor Alberto Suppici, Colonia del Sacramento |
| 17 novembre 2018 |           |     |          |                                                          |

3e journée
| Match 21         | Allemagne | 4-0 | États-Unis | Estadio Profesor Alberto Suppici, Colonia del Sacramento |
| 21 novembre 2018 |           |     |            |                                                          |

| Match 22         | Cameroun | 1-2 | Corée du Nord | Estadio Profesor Alberto Suppici, Colonia del Sacramento |
| 21 novembre 2018 |          |     |               |                                                          |

### Groupe D
| Rang | Équipe       | Pts | J | G | N | P | Bp | Bc | Diff |
| ---- | ------------ | --- | - | - | - | - | -- | -- | ---- |
| 1    | Espagne      | 7   | 3 | 2 | 1 | 0 | 10 | 1  | +9   |
| 2    | Canada       | 6   | 3 | 2 | 0 | 1 | 6  | 5  | +1   |
| 3    | Colombie     | 2   | 3 | 0 | 2 | 1 | 2  | 5  | -3   |
| 4    | Corée du sud | 1   | 3 | 0 | 1 | 2 | 1  | 7  | -6   |

1re journée
| Match 7          | Corée du Sud | 0-4 | Espagne | Estadio Charrúa de Montevideo |
| 14 novembre 2018 |              |     |         |                               |

| Match 8          | Canada | 3-0 | Colombie | Estadio Charrúa de Montevideo |
| 14 novembre 2018 |        |     |          |                               |

2e journée
| Match 15         | Corée du Sud | 0-2 | Canada | Estadio Charrúa de Montevideo |
| 17 novembre 2018 |              |     |        |                               |

| Match 16         | Colombie | 1-1 | Espagne | Estadio Charrúa de Montevideo |
| 17 novembre 2018 |          |     |         |                               |

3e journée
| Match 23         | Colombie | 1-1 | Corée du Sud | Estadio Profesor Alberto Suppici, Colonia del Sacramento |
| 21 novembre 2018 |          |     |              |                                                          |

| Match 24         | Espagne | 5-0 | Canada | Estadio Charrúa de Montevideo |
| 21 novembre 2018 |         |     |        |                               |

## Tableau final
|  | Quarts de finale                     | Quarts de finale                     |                           |                           | Demi-finales            | Demi-finales            |   |  | Finale                    | Finale                    |
|  | Quarts de finale                     | Quarts de finale                     |                           |                           | Demi-finales            | Demi-finales            |   |  | Finale                    | Finale                    |
|  |                                      |                                      |                           |                           |                         |                         |   |  |                           |                           |
|  | 25 novembre - Montevideo             | 25 novembre - Montevideo             |                           |                           | 28 novembre- Montevideo | 28 novembre- Montevideo |   |  | 1er décembre - Montevideo | 1er décembre - Montevideo |
|  | 25 novembre - Montevideo             | 25 novembre - Montevideo             |                           |                           | 28 novembre- Montevideo | 28 novembre- Montevideo |   |  | 1er décembre - Montevideo | 1er décembre - Montevideo |
|  | Ghana                                | 2 (2)                                |                           |                           | 28 novembre- Montevideo | 28 novembre- Montevideo |   |  | 1er décembre - Montevideo | 1er décembre - Montevideo |
|  | Ghana                                | 2 (2)                                |                           |                           | 28 novembre- Montevideo | 28 novembre- Montevideo |   |  | 1er décembre - Montevideo | 1er décembre - Montevideo |
|  | Mexique                              | 2 tab(4)                             |                           |                           | 28 novembre- Montevideo | 28 novembre- Montevideo |   |  | 1er décembre - Montevideo | 1er décembre - Montevideo |
|  | Mexique                              | 2 tab(4)                             | Mexique                   | 1                         |                         |                         |   |  | 1er décembre - Montevideo | 1er décembre - Montevideo |
|  | 25 novembre - Montevideo             |                                      | Mexique                   | 1                         |                         |                         |   |  | 1er décembre - Montevideo | 1er décembre - Montevideo |
|  |                                      | Canada                               | 0                         |                           |                         |                         |   |  | 1er décembre - Montevideo | 1er décembre - Montevideo |
|  | Allemagne                            | Canada                               | 0                         | 0                         |                         |                         |   |  | 1er décembre - Montevideo | 1er décembre - Montevideo |
|  | Allemagne                            |                                      |                           | 0                         |                         |                         |   |  | 1er décembre - Montevideo | 1er décembre - Montevideo |
|  | Canada                               | 1                                    |                           |                           |                         |                         |   |  | 1er décembre - Montevideo | 1er décembre - Montevideo |
|  | Canada                               | 1                                    | Mexique                   | 1                         |                         |                         |   |  |                           |                           |
|  | 24 novembre - Colonia del Sacramento |                                      | Mexique                   | 1                         |                         |                         |   |  |                           |                           |
|  |                                      | Espagne                              | 2                         |                           |                         |                         |   |  |                           |                           |
|  | Japon                                | Espagne                              | 2                         | 1 (3)                     |                         |                         |   |  |                           |                           |
|  | Japon                                | 28 novembre - Montevideo             |                           | 1 (3)                     |                         |                         |   |  |                           |                           |
|  | Nouvelle-Zélande                     | 1 tab(4)                             |                           |                           |                         |                         |   |  |                           |                           |
|  | Nouvelle-Zélande                     | 1 tab(4)                             | Nouvelle-Zélande          | 0                         |                         |                         |   |  |                           |                           |
|  | 24 novembre - Colonia del Sacramento | 24 novembre - Colonia del Sacramento | Nouvelle-Zélande          | 0                         | Match pour la 3e place  | Match pour la 3e place  |   |  |                           |                           |
|  | 24 novembre - Colonia del Sacramento | 24 novembre - Colonia del Sacramento |                           | Espagne                   | Match pour la 3e place  | Match pour la 3e place  | 2 |  |                           |                           |
|  | Espagne                              | 1 tab(3)                             | 1er décembre - Montevideo | 1er décembre - Montevideo |                         |                         | 2 |  |                           |                           |
|  | Espagne                              | 1 tab(3)                             | 1er décembre - Montevideo | 1er décembre - Montevideo |                         |                         |   |  |                           |                           |
|  | Corée du Nord                        | 1 (1)                                |                           | Canada                    | 1                       |                         |   |  |                           |                           |
|  | Corée du Nord                        | 1 (1)                                |                           | Canada                    | 1                       |                         |   |  |                           |                           |
|  |                                      |                                      |                           |                           |                         |                         |   |  | Nouvelle-Zélande          | 2                         |
|  |                                      |                                      |                           |                           |                         |                         |   |  | Nouvelle-Zélande          | 2                         |

## Récompenses
| Ballon d'or  | Ballon d'argent | Ballon de bronze |
| ------------ | --------------- | ---------------- |
| Clàudia Pina | Nicole Pérez    | Mukarama Abdulai |

| Soulier d'or     | Soulier d'argent | Soulier de bronze |
| ---------------- | ---------------- | ----------------- |
| Mukarama Abdulai | Clàudia Pina     | Irene López       |

| Gant d'or     |
| ------------- |
| Catalina Coll |

| Prix du Fair-Play |
| ----------------- |
| Japon             |